# Bulbophyllum drymoglossum
Bulbophyllum drymoglossum é uma espécie de orquídea (família Orchidaceae) pertencente ao gênero Bulbophyllum. Foi descrita por Carl Maximowicz em 1887.